# Mikhaïl Koltsov
Pour les articles homonymes, voir Koltsov.
 Mikhaïl Efimovich Koltsov (en russe : Михаил Ефимович Кольцов, de son vrai nom Мойсей Хаимович Фридлянд, Moïssei Haimovich Friedland), né à Kiev le 31 mai 1898 (12 juin dans le calendrier grégorien) et mort le 2 février 1940 probablement à Moscou, est un journaliste et agitateur soviétique. 
Il a été l’envoyé personnel de Joseph Staline en Espagne au début de la guerre civile espagnole. Il est considéré par la plupart des historiens comme l'un des responsables des massacres de Paracuellos qui voient l'assassinat de plusieurs milliers de prisonniers politiques par des membres du camp républicain. Bien qu'il ait déployé une activité notoire dans le camp des républicains, il est rappelé à Moscou en 1937, arrêté en 1940 et exécuté. Il est réhabilité en 1953, après la mort de Staline.

## Biographie

### Débuts
Koltsov, fils d’un cordonnier juif et frère aîné du fameux dessinateur et caricaturiste russe Boris Efimov, participe à la révolution russe de 1917, devient membre du parti bolchevique en 1918, et combat pendant la guerre civile.
Communiste convaincu, il devient une figure connue de l’intelligentzia soviétique. Journaliste à la plume élégante et acerbe, il critique dans ses essais et satires la bureaucratie et les aspects négatifs de la société soviétique.
Koltsov comprend très tôt l'importance de la photographie et du cinéma en politique : il écrit dans Kinogazeta, dirige en 1918 le département "Actualités filmées" du commissariat du peuple à l'Éducation, il fonde avec le photographe Arkadi Chaïkhet le magazine Sovetskoïe foto (ru) en 1926, il écrit pour le cinéma.
Koltsov a écrit une multitude d'articles, en commençant par le journal de son école, en passant par les bulletins de divers corps de l'Armée rouge pendant la guerre civile, jusqu'à la Pravda : il commence à collaborer avec l'organe du Parti communiste en 1920, et devient membre du bureau éditorial du journal. 
Il crée les revues populaires et satiriques Krokodil et Tchoudak (ru), et fait reparaître le journal comico-satirique Ogoniok (Étincelle) fondé en 1899. En 1927, Koltsov a l'idée de publier dans Ogoniok un roman-feuilleton intitulé Brasiers, écrit en collaboration avec 24 autres écrivains. Mais ses collaborateurs sont peu à peu arrêtés, et la publication du roman s'interrompt après la disparition de 6 des 24 auteurs. Pour Ilya Ehrenbourg, « son nom est le plus grand de l'histoire du journalisme soviétique, et sa réputation était bien méritée. »
Très connu en Occident, il joua un rôle important dans l’accueil des intellectuels occidentaux (écrivains, savants artistes...), notamment lors du Premier Congrès des écrivains soviétiques durant l'été 1934 (création officielle de l'Union des écrivains soviétiques). Il fut en effet le premier secrétaire de la Commission étrangère de l’Union des écrivains. À ce titre, il dirige la délégation soviétique au Congrès international des écrivains pour la défense de la culture qui a lieu à Paris en 1935 et à Barcelone en 1937. 
Comme membre du comité de rédaction de la Pravda, il est autorisé à voyager à l’étranger (Asie, Hongrie, Allemagne, Yougoslavie) et à décrire ses expériences de voyage.

### Koltsov en Espagne (août 1936 à novembre 1937)
Il a visité l’Espagne en mai et juillet 1931, et a décrit pour la Pravda le Printemps espagnol : la Seconde République espagnole venait d'être instaurée (avril 1931).
Pendant la guerre civile espagnole, sous le nom de Miguel Martínez, il retourne en Espagne républicaine comme journaliste de la Pravda et conseiller culturel – mais surtout comme agent du NKVD, agitateur-propagandiste, conseiller technique aux armées, et espion et envoyé spécial de Staline. Il a pour mission de lutter contre les nationalistes espagnols, contre les anarchistes, les trotskystes et les marxistes anti-staliniens du POUM. Il doit aussi surveiller les conseillers et les soldats russes, d'autant plus qu'ils seront au contact d'étrangers venus de toute l'Europe et même d'Amérique. 

Selon l’historien Miguel Vázquez Liñán : 

« La Seconde Guerre mondiale se prépare, et pour l'URSS un allié fidèle comme l'Espagne sera d'un grand secours. La machine à propagande soviétique se met en marche, et fait affluer les publications, les films, la littérature qui vont diffuser dans la République espagnole le modèle de construction soviétique. Les envoyés spéciaux sont une pièce maitresse de ce réseau de propagande. Ilia Ehrenburg et Mikhail Koltsov, envoyés spéciaux respectivement des Izvestia et de la Pravda sont les 2 professionnels les plus réputés que l'URSS de Staline envoie dans l'Espagne en guerre. 
Koltsov est le journaliste le plus important : il est le plus lu en URSS, il a un contact direct avec le Kremlin, il joue un rôle politique capital. Il voyage sans entraves sur tout le territoire de la république, et tous ses compagnons l'appellent "le chef". Il définit les objectifs de la propagande soviétique en Espagne, collabore avec la presse républicaine espagnole, délivre des laissez-passer, se pose en directeur de la censure, intervient dans les opérations militaires. Tous ceux qui l'ont approché sont d'accord : il est indéfectiblement fidèle à Staline, et sera son meilleur propagandiste. »

Sur le plan politique, il traite avec Durruti, le président de la république Manuel Azaña, Francisco Largo Caballero, Juan Negrín, et suit la ligne la plus dure du Parti communiste tendance stalinienne; il est l'adversaire acharné du POUM et des anarchistes. Sur le plan militaire, il assiste aux combats les plus durs : fin du siège de l'alcazar de Tolède, bataille de Guadalajara, offensive de Ségovie. Sur le plan de la propagande, il soutient les Brigades internationales, collabore aux journaux des unités combattantes (comme celui du Cinquième régiment) et crée le personnage mythique de l'héroïque « Général Rouge », « El Gran Capitán » (José Miaja). 
Koltsov, qui est polyglotte (comme la plupart des conseillers russes) écrit aussi dans Mundo Obrero, l'organe du Parti communiste d'Espagne et dirige (par-dessus la tête du communiste Antón ) la Sección de Radio, Prensa y Propaganda du Commissariat politique de l'Armée du Centre.

#### Inspection en Asturies
En octobre 1936, Koltsov part en avion de Madrid, et, après avoir survolé les lignes nationalistes, atterrit à Gijón en Asturies. Il est là pour une visite d'inspection et pour montrer aussi au peuple de la province assiégée que la République ne l'oublie pas; il visite des mines et constate que seuls des enfants et des vieux travaillent : les adultes sont au front. Il juge les Asturiens sérieux et solides, mais mal nourris et très mal équipés. Il assiste à une offensive républicaine sur un quartier d'Oviedo. Les républicains sont écrasés par une contre-attaque venue du ciel, et les bombardiers Junker des nationalistes font la noria sans être inquiétés : aucun avion républicain ne se voit dans le ciel.
Après un crochet par le Pays basque, Koltsov retourne à Madrid où l'attend un travail considérable : la pression des nationalistes s'accentue sur la capitale.

#### Bataille de Seseña
Le 29 octobre 1936, Koltsov assiste à la bataille de Seseña : les tanks soviétiques T-26 récemment arrivés font leur première apparition dans la guerre. Le commandant Lister et Koltsov déplorent que les hommes des Brigades internationales qui courent après les tanks s'arrêtent après 1,5 km de progression seulement. Il faut dire que, vu l'urgence et le manque de moyens du côté républicain, aucune préparation d'action coordonnée entre les tanks et les unités d'infanterie n'a eu lieu. Mais, bien que 3 T-26 aient été détruits par des cocktail Molotov lancés par des nationalistes, le raid des tanks soviétiques est un grand succès sur le plan psychologique pour les Républicains, d'autant que le même jour Séville est bombardée par des avions Katyouska (Tupolev SB) soviétiques. 

#### Massacres de Paracuellos
Sa responsabilité dans les massacres de Paracuellos est évoquée par plusieurs historiens : 
Hugh Thomas, (cité par Ian Gibson dans son livre Paracuellos: cómo fue) décrit Koltsov comme l’agent personnel de Staline en Espagne et affirme qu’il avait une ligne téléphonique directe avec le Kremlin. Ian Gibson le considère comme le responsable de la série de massacres de Paracuellos (2 000 à 4 000 exécutions sommaires de sympathisants supposés de la droite, en novembre et décembre 1936, près de Madrid, alors que les troupes nationalistes approchaient de la capitale).
L’historien Miguel Vázquez Liñán pense que Koltsov a été directement responsable de l’extermination des prisonniers enfermés dans les prisons de Madrid quand, sous prétexte d’un transfert, ils furent extraits (« sacas de presos ») des cellules puis emmenés et assassinés dans les villages de Paracuellos de Jarama et de Morata de Tajuña.
Selon l'historien Antony Beevor la responsabilité des massacres de Paracuellos incombe au communiste espagnol José Cazorla Maure et au conseiller soviétique Mikhaïl Koltsov. De nombreux auteurs ont par ailleurs souligné la participation de Santiago Carrillo à l'organisation des massacres.
En ce qui concerne le révolutionnaire espagnol Andrès Nin, Koltsov ne semble pas avoir participé à son enlèvement par le NKVD (dans l'été 1937) et à l'exécution (après d'abominables tortures) du leader du POUM, suivis d'une campagne de désinformation l'accusant d'être un agent des fascistes et de les avoir rejoints à Salamanque ou à Berlin.
La responsabilité personnelle de Koltsov dans la liquidation début 1937 de José Robles Pazos, intellectuel ami de John Dos Passos, n'est pas non plus prouvée.

### LeJournal de guerre en Espagne

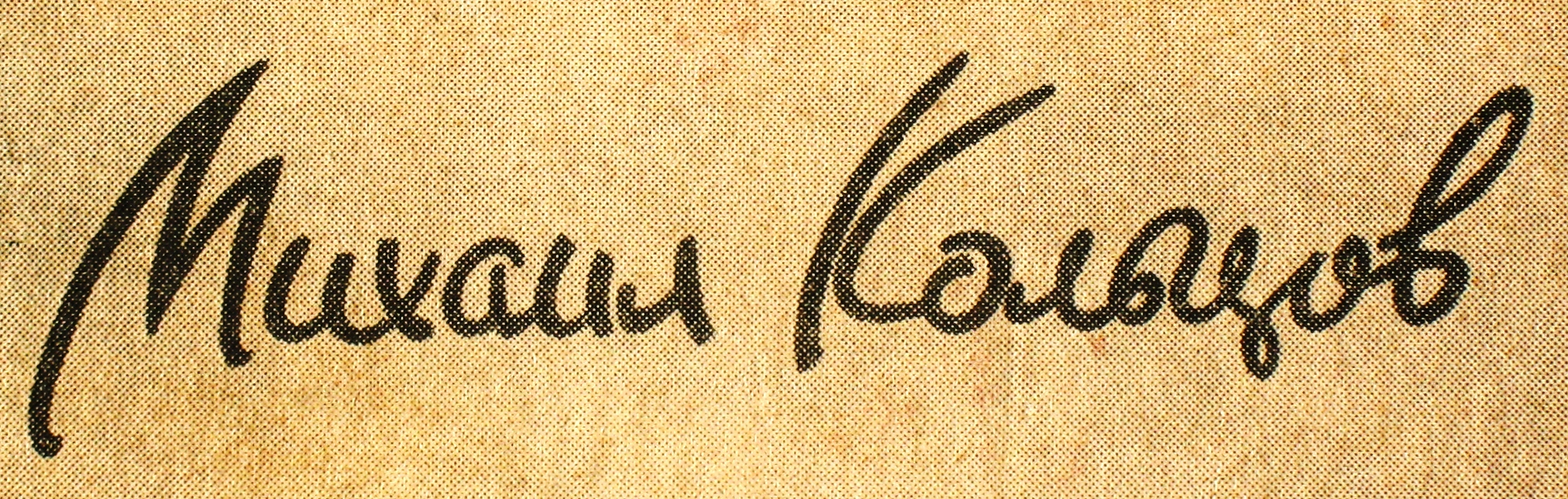
Signature de Koltsov sur un exemplaire de son livre Journal de guerre en Espagne.

Koltsov a décrit son séjour en Espagne dans son Journal de la guerre en Espagne, publié avec grand succès en Russie en 1938 (et traduit en espagnol en 1963 et 1978). Il y parle ainsi de l’Espagne : 

« Jamais nous (les Russes) n’avions eu de relations avec ce peuple lointain… ….nous ne lui avions rien appris, et n’avions rien appris de lui [...] Le rayon “Espagne” du lecteur russe était vide et poussiéreux. On n’y trouvait que Don Quichotte, Don Juan (qu’on prononçait à la française), Séville, séguédille, Carmen, torero [...] La culture de la Rome antique, la Renaissance italienne sont des civilisations exceptionnelles, qui ont fécondé l’art du monde entier, et en particulier l’art de notre pays. Mais, on ne sait pourquoi, ils nous ont en même temps caché l’Espagne [...] son peuple brillant, original, spontané ». »

Peu de temps avant de retourner à Moscou en 1937, Koltsov défend le réalisme socialiste au 2e Congrès des écrivains anti-fascistes, qui a lieu à Valence, Madrid, Barcelone, et se termine à Paris. Il y affirme : « Comment doit réagir l’écrivain au contact de la Guerre Civile ? Ceux qui affirment que l’écrivain doit combattre le fascisme avec ses armes, c'est-à-dire les mots, ont sans doute raison – mais il y a des moments où l'écrivain (je pense à certains d'entre eux) doit se changer en protagoniste de son œuvre... »
Le journal de guerre de Koltsov a été publié en France, en espagnol, en 1963 : Mijail Koltsov, Diario de la guerra de España, chez Ruedo ibérico ; il a été republié en Espagne en 1978 par Editorial Akal.
Koltsov a attribué la création du terme « quinta columna » (cinquième colonne) non au général nationaliste Emilio Mola mais au général José Enrique Varela.

### Procès et mort
En novembre 1937 Koltsov est rappelé en URSS. Bien que son activité en Espagne ait été consacrée à la lutte dans la droite ligne des idées de Staline et que son livre ait eu du succès en Russie (Staline lui-même a dit le 12 décembre 1937 qu'il l'avait apprécié), il est arrêté et exécuté en 1940 ou 1942 par Vassili Blokhine, un des bourreaux de Lavrenti Beria, comme d'innombrables victimes des Grandes Purges.
Son frère Boris Efimov a pu obtenir (à titre exceptionnel) un rendez-vous avec Vassili Oulrikh ; le juge-en-chef de Staline lui apprend que Koltsov « a été condamné à 10 ans de prison, sans droit au courrier » (en fait à être liquidé).
Les connexions de Koltsov avec des étrangers (en particulier pendant la guerre civile espagnole avec des écrivains comme André Malraux, Ernest Hemingway, Claud Cockburn) et la propre compagne de Koltsov, l'Allemande Maria Osten, ont certainement pesé lourd dans la balance des juges staliniens. 
L'ouverture des archives du Kremlin après la perestroïka a permis de savoir ce qui était arrivé à Koltsov. 
Selon Miguel Vázquez Liñán, Koltsov avait été reçu dès son retour par Staline, qui était entouré de 4 de ses familiers, et l'entrevue avait vite pris le ton d'un interrogatoire. Après 3 heures de questions, Staline s'était levé, avait autorisé Koltsov à se retirer, et, la main sur le cœur, goguenard, s'était incliné devant « Don Miguel Martinez », en l'assurant de « la reconnaissance des nobles espagnols » ; puis, comme Koltsov, interloqué, prenait la porte, Staline lui avait demandé s'il avait un revolver. Koltsov, cachant son trouble, lui avait répondu par l'affirmative ; et Staline avait répondu « qu'il espérait qu'il ne lui servirait pas pour se suicider ». 
Selon Miguel Vázquez Liñán les archives de Staline ont révélé que Koltsov avait été accusé d'anti-soviétisme par André Marty, commissaire politique et autorité supérieure des Brigades internationales en Espagne. Marty énumérait les « preuves de la traîtrise de Koltsov » dans sa lettre de dénonciation : « 1° : Koltsov, avec son perpétuel compagnon de voyage André Malraux, est entré en contact avec l’organisation trotskyste POUM. Si l’on tient compte de la sympathie ancienne de Koltsov pour Trotsky, ces contacts ne sont pas dus au hasard. – 2° : La prétendue épouse civile de Koltsov, Maria Osten (Gressneger) est (je n’en ai pas le moindre doute) agent secret de l’espionnage allemand. Je suis convaincu que nombre de nos pertes au combat sont le résultat de son travail d’espionne. ».
Par ailleurs, Koltsov aurait été accusé par Nikolaï Iejov, chef du NKVD et exécuteur des basses œuvres de Staline, d'avoir aidé André Malraux (on les voyait souvent ensemble en Espagne) à « espionner l'aviation russe » ; de plus Koltsov était un intellectuel juif, comme Isaac Babel, et avait été reçu par Iejov dans sa datcha… Nikolaï Iejov et Koltsov se seraient accusés mutuellement, sous la torture, d'appartenir à un réseau d'espionnage au profit de la Grande-Bretagne, et auraient révélé les noms de plusieurs dizaines de leurs complices. Un ami de Koltsov, Alexandre Fadeïev, aurait eu le courage d'aller démontrer à Staline lui-même que Koltsov ne pouvait en aucun cas être un traître. Staline ordonne alors à son secrétaire particulier Alexandre Nikolaïevitch Poskrebytchev de faire voir à Fadeïev le procès-verbal de l'interrogatoire de Koltsov, et ses aveux signés, et il assure que lui-même a eu de la peine à admettre la culpabilité de Koltsov, mais qu'il devait bien se rendre à l'évidence. « Et dis ce que tu as lu à ceux qui te parlent de Koltsov », conclut Staline.
Selon Alexandre Orlov Koltsov fut accusé par le NKVD d'avoir transmis des renseignements à Lord Beaverbrook, et d'avoir répandu la rumeur que Sergo Ordjonikidze, Commissaire à l'Industrie Lourde, avait été liquidé, alors que selon la version officielle il était mort de maladie.
Peter I. Barta pense que Koltsov a connu en Espagne un divorce intellectuel avec le stalinisme, et a payé de sa vie ce déviationnisme.

### Réhabilitation
Koltsov a été réhabilité en 1953, comme de nombreuses autres victimes des purges de Staline. 
Depuis 1956, ses œuvres sont à nouveau publiées. Il avait reçu les décorations Ordre du Drapeau rouge et Étoile rouge. Un appartement lui avait été attribué dans l'« Immeuble des quais », immense bâtiment construit en 1931 et réservé à la nomenklatura.

### Famille
Koltsov est le frère aîné du célèbre dessinateur et caricaturiste russe Boris Yefimov, né en 1900 et mort en 2008 à l'âge de 108 ans — et le cousin du journaliste et photographe soviétique Semen Friedland (ru) (Фридлянд, Семён Осипович, 1905-1964). Il a été marié trois fois : sa première épouse fut la star du théâtre et du cinéma muet Vera Ioureneva (1918-1922), sa deuxième épouse Elizabeth Ratmanov et sa troisième épouse Maria Osten. Son fils adoptif est Hubert L'Hoste.

## Koltsov vu par Hemingway
Ernest Hemingway décrit longuement Koltsov (qu'il appelle Karkov) dans son livre For Whom the Bell Tolls (Pour qui sonne le glas, publié en 1940) : il l'a bien connu alors que le Russe était « correspondant de la Pravda » et que lui-même travaillait pour la North American Newspaper Alliance.
Un ami partisan a présenté Robert Jordan, le héros du livre, (qui « dans le civil » est professeur d’espagnol et de culture espagnole à Missoula, Montana) à Karkov, parce que : « Karkov voulait connaître des Américains, et parce qu’il était le plus grand amateur de Lope de Vega, et pensait que Fuenteovejuna était la meilleure pièce de théâtre jamais écrite »… Karkov était l’homme le plus intelligent que Jordan ait jamais rencontré. Il portait des bottes de cheval noires, des culottes grises, et une tunique grise. Avec ses mains et ses pieds minuscules, sa figure et son corps boursouflés, sa façon de parler en crachotant à cause de ses mauvaises dents, il parut comique à Jordan lors de leur première rencontre. Mais il était plus intelligent, et avait plus de dignité interne et d’insolence et d’humour externes qu’aucun homme qu’il ait connu.
Avec l'Américain, Karkov avait d'abord été d'une politesse insultante, puis, après avoir compris que Jordan était simple et franc, il avait été soulagé, était passé à la grossièreté puis à l'insolence, et ils étaient devenus amis. Jordan avait aussi noué amitié avec la femme de Karkov (Maria Osten), une brune maigre qui était interprète chez les tankistes, et avec la maîtresse de Karkov, une rousse plantureuse et sensuelle, « stupide, ambitieuse et loyale ». Et Hemingway ajoute « On disait que Karkov avait par ailleurs une autre femme...Karkov avait bon goût en matière de femmes. »
- début du chapitre 32 : Karkov arrive le soir du 29 mai 1937 à son appartement du "Gaylord’s Hotel"[29] alors que sa femme reçoit des expatriés au service de la République espagnole.

L’offensive de Ségovie doit débuter dans quelques heures, et Karkov constate, exaspéré, que tout le monde est au courant des préparatifs; des femmes veulent même accompagner les troupes pour assister au combat comme à un spectacle « …et 3 des 4 femmes étaient en tenues de ville. La quatrième, mince, brune et hagarde, portait un uniforme de milicienne, de coupe sévère, avec de hautes bottes sous la jupe. Dès qu’il fut entré dans la pièce, Karkov alla à la femme en uniforme, s’inclina devant elle et lui serra la main. C’était sa femme, et il lui dit quelque chose en russe ; personne ne l’entendit, et pendant un moment l’insolence qu’il avait dans les yeux à son entrée dans la pièce le quitta. Elle s’alluma à nouveau quand il vit la tête rousse et les yeux battus de la fille bien charpentée qui était sa maîtresse; il avança tranquillement vers elle à petits pas précis, s'inclina devant elle et lui serra la main, et on ne pouvait savoir s'il parodiait la façon dont il avait salué sa femme. ».
Ilya Ehrenbourg, correspondant des Izvestia en Espagne, aborde alors Koltsov, et, enthousiaste, lui assure que La Pasionaria (Dolores Ibárruri) vient d’apporter la nouvelle que les fascistes se battaient entre eux dans la Sierra de Guadarrama. Karkov se moque froidement de la Pasionaria et d'Ehrenburg, qui le traite de cynique. Puis un Hongrois en uniforme, un général commandant une division, parle gaiement avec Karkov. Mais ils sont tous deux inquiets : tout le monde sait qu’une offensive doit se déclencher à l’aube; en particulier un certain Richard, un officier allemand (il s'agit de Richard Staimer) en a parlé sans retenue. Le Hongrois critique « ce Richard, cet intrigant, ce..... d'Allemand. Celui qui a donné à ce mauvais baiseur du dimanche le commandement d'une brigade devrait être fusillé. Peut-être que toi et moi on devrait être fusillés. C'est une possibilité, dit en riant le général. Inutile de le suggèrer, en tous cas. »... « C'est une chose dont je n'ai jamais aimé parler », dit Karkov, qui sort du salon et va s'étendre quelques heures avant de partir pour le front.
Milieu du chapitre 42 : Quelques heures plus tard, à l’aube, Karkov arrive sur le front à San Isidro, près du sommet de la Sierra de Guadarrama. Il y trouve Massart, commissaire politique connu pour son incompétence en matière militaire et sa tendance à éliminer expéditivement tous ceux qu'il soupçonne d'être des espions ou des déviationnistes, et s’oppose à lui : « Tovaritch Massart, dit Karkov de sa voix poliment dédaigneuse et chuintante; et il sourit, montrant ses mauvaises dents. Massart se leva. Il n'aimait pas Karkov, mais Karkov, émanant de la Pravda et en relation directe avec Staline, était en ce moment un des 3 hommes les plus importants d'Espagne... Tovaritch Massart, dit Karkov, je vais savoir à quel point tu es vraiment intouchable... Je me demande s'il n'est pas possible de changer le nom de cette usine de tracteurs ». Et pendant que Karkov se vante de recevoir des lettres de toute la Russie, lettres dans lesquelles des petites gens lui demandent de dévoiler des abus choquants, Massart pense à-part-lui : « d’accord Karkov, là tu m’as bien eu ; mais avec tout ton pouvoir, et tout, tu vas voir ce qui va t’arriver. »

### Articles Wikipédia
- (es) Cet article est partiellement ou en totalité issu de l’article de Wikipédia en espagnol intitulé « Mijaíl Koltsov » (voir la liste des auteurs).

- (en) Cet article est partiellement ou en totalité issu de l’article de Wikipédia en anglais intitulé « Mikhail Koltsov » (voir la liste des auteurs).

- (ru) Cet article est partiellement ou en totalité issu de l’article de Wikipédia en russe intitulé « Кольцов, Михаил Ефимович » (voir la liste des auteurs).